# Dracophyllum longifolium
Dracophyllum longifolium är en ljungväxtart som först beskrevs av J. R. och G. Forst., och fick sitt nu gällande namn av Robert Brown. Dracophyllum longifolium ingår i släktet Dracophyllum och familjen ljungväxter. Utöver nominatformen finns också underarten D. l. cockayneanum.

## Bildgalleri

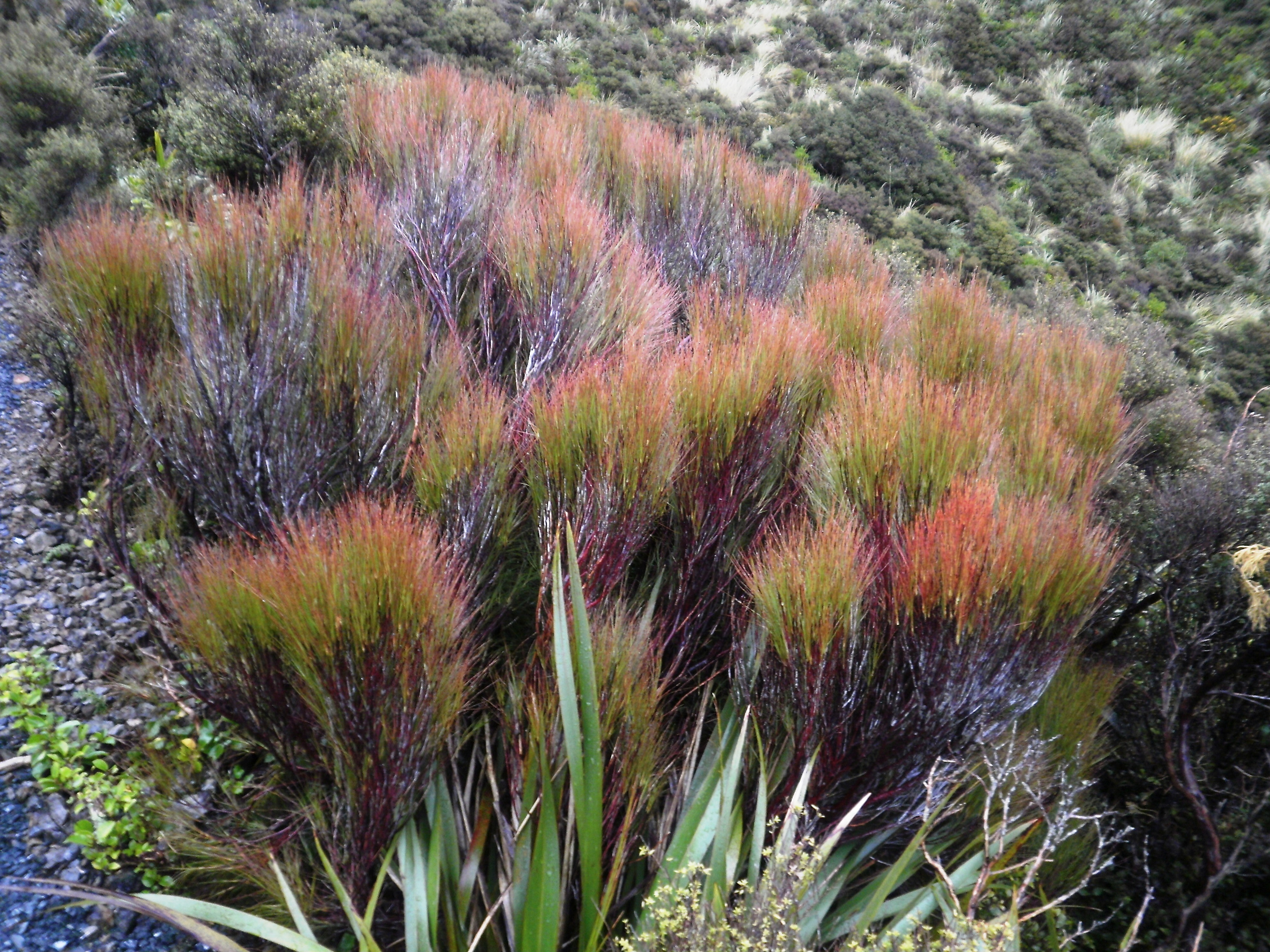
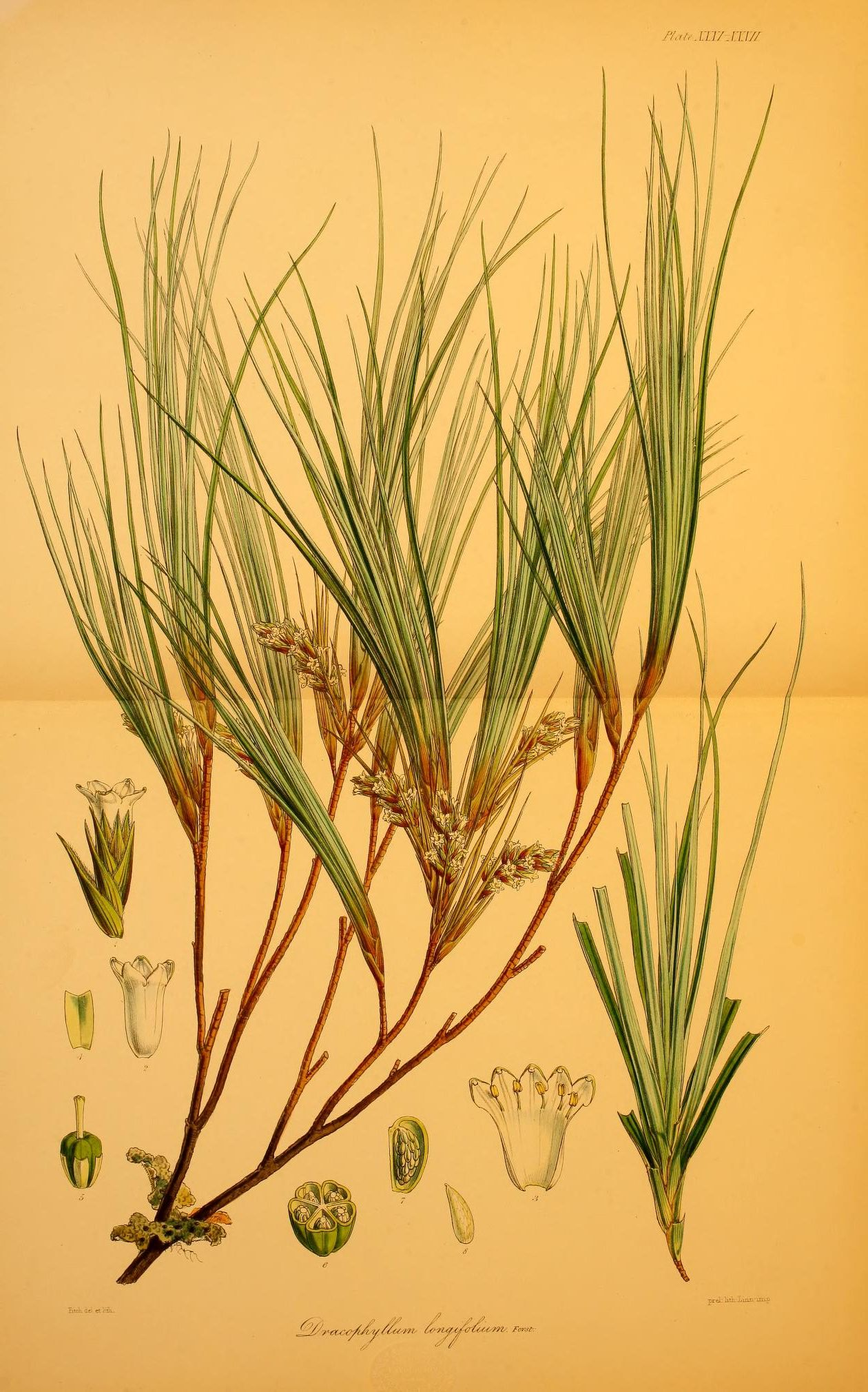